# Rhabdoblatta malcolmsmithi
Rhabdoblatta malcolmsmithi är en kackerlacksart som först beskrevs av Hanitsch 1927.  Rhabdoblatta malcolmsmithi ingår i släktet Rhabdoblatta och familjen jättekackerlackor.
Artens utbredningsområde är Vietnam. Inga underarter finns listade i Catalogue of Life.